# El quinto poder
El quinto poder (The Fifth Estate) es una película estadounidense dramática que fue estrenada en Estados Unidos el 11 de octubre de 2013, acerca del sitio web de filtraciones de noticias WikiLeaks. Está dirigida por Bill Condon con un guion de Josh Singer. y fue protagonizada por Benedict Cumberbatch como el fundador y editor en jefe de WikiLeaks, Julian Assange, y por Daniel Brühl como el ex portavoz del sitio web, Daniel Domscheit-Berg.

## Argumento
La historia comienza en el año 2010 con el lanzamiento de la filtración de documentos de la guerra afgana. Luego se remonta a 2007, donde el periodista Daniel Domscheit-Berg (Daniel Brühl) se encuentra con el Periodista australiano Julian Assange (Benedict Cumberbatch), por primera vez, en el congreso de Comunicación del Caos en Berlín. El interés de Daniel en el activismo en línea lo ha llevado a Assange, con quien ha mantenido correspondencia por correo electrónico. Comienzan a trabajar juntos en WikiLeaks, un sitio web dedicado a divulgar información que se oculta al público manteniendo el anonimato de sus fuentes. Su primer objetivo importante es un Banco suizo privado, Julius Baer, cuya sucursal en las Islas Caimán ha estado involucrada en actividades ilegales. A pesar de que Baer presentó una demanda judicial y obtuvo una orden judicial, el juez anula la orden judicial, lo que permite que Julian y Daniel recuperen el nombre de dominio. A medida que aumenta su confianza, los dos avanzan en la publicación de información durante los próximos tres años, incluidos secretos sobre la Cienciología, revelando la cuenta de correo electrónico de Sarah Palin y la lista de miembros del Partido Nacional Británico.
Al principio, a Daniel le gusta cambiar el mundo, ve a WikiLeaks como una empresa noble y a Assange como un mentor. Sin embargo, la relación entre los dos se vuelve tensa con el tiempo. Daniel pierde su trabajo y surgen problemas en su relación, particularmente en relación con la filtración de miembros de BNP, que también reveló las direcciones de las personas involucradas y provocó que varias perdieran sus trabajos. Assange se burla abiertamente de las preocupaciones de Daniel sobre estos temas, lo que implica que su propia vida ha sido más preocupante. Los modales y las acciones ásperas de Assange, como abandonar a Daniel en la casa de sus padres después de haber aceptado su invitación a cenar, solo profundizan aún más la tensión.
Intercalados a lo largo de la película hay flashbacks que insinúan la infancia problemática de Assange y su participación en un culto sospechoso, y que la obsesión de Assange con WikiLeaks tiene más que ver con un trauma infantil que con querer mejorar el mundo. Daniel comienza a temer que Assange pueda estar más cerca de un estafador que de un mentor. También se da cuenta de que Assange constantemente cuenta diferentes historias sobre por qué su cabello es blanco. Assange al principio le dice a Daniel que WikiLeaks tiene cientos de trabajadores, pero luego Daniel descubre que Daniel y Assange son los únicos miembros.
Lo más importante para Daniel es que Assange afirma con frecuencia que proteger las fuentes es el objetivo número uno del sitio web. Sin embargo, Daniel comienza a sospechar que Assange solo se preocupa por proteger las fuentes para que las personas se presenten y que a Assange en realidad no le importa quién resulta herido por el sitio web, aunque Assange afirma que el daño que el sitio web puede causar se ve compensado por el bien que crean las filtraciones. La novia de Daniel le dice que cree en su causa, pero que es su trabajo evitar que Assange vaya demasiado lejos.
Las tensiones llegan a un punto crítico cuando Bradley Manning (más tarde conocido como Chelsea Manning) filtra cientos de miles de documentos a WikiLeaks, incluido el video "Asesinato colateral" de un ataque aéreo en Bagdad, la filtración de documentos de la guerra afgana, la filtración de documentos de la guerra iraquí y la Filtración de documentos diplomáticos de los Estados Unidos. Assange quiere filtrar los documentos de inmediato, pero Daniel insiste en que primero revisen los documentos. Más tarde, varios periódicos importantes acuerdan cooperar con WikiLeaks en la publicación de los documentos mientras hacen girar a WikiLeaks positivamente. Sin embargo, tanto Daniel como los periódicos requieren que los nombres en los documentos sean redactados tanto para proteger las fuentes como para ayudar en el giro de los medios, a lo que Assange accede de mala gana.
Daniel se da cuenta de que Assange no tiene intención de cumplir esta promesa y está preparando a un hombre de confianza para reemplazar a Daniel. Los periódicos publican los documentos redactados. El alboroto público y de los medios de comunicación resultante obliga a los informantes a huir de sus países de residencia y a muchos diplomáticos estadounidenses a renunciar. Sin embargo, antes de que Assange pueda continuar, Daniel y los demás miembros del equipo original de WikiLeaks eliminan el sitio y bloquean el acceso de Assange al servidor.
Daniel luego habla con un reportero de The Guardian, y los dos temen que darle a Assange una plataforma tan grande fue un error. El reportero le dice a Daniel que, si bien Assange puede no ser digno de confianza, había hecho algo bueno al descubrir tratos secretos en el gobierno y el mundo empresarial e intentar proteger las fuentes. Daniel también revela la verdadera razón del color del cabello de Assange, que había sido una costumbre del culto del que había sido parte en Australia, e informa que una vez descubrió accidentalmente a Assange teñiéndolo de ese color.
Se revela que WikiLeaks continúa filtrando información (con Assange implícito que recuperó el sitio o lo reconstruyó), y los documentos de Manning se publicaron sin censura. Daniel ha escrito un libro sobre su participación en la organización en la que se basó esta película, y Assange ha amenazado con demandar en represalia. Se muestra que Assange vive en la Embajada ecuatoriana en Londres para evitar el arresto por una orden de arresto pendiente por presuntos delitos sexuales. En una entrevista, denuncia las dos próximas películas de WikiLeaks, afirmando que serán inexactas en los hechos (ya que se basan en parte en el libro de Daniel). Le informa al espectador que el gobierno teme a las personas y afirma que contratar a Daniel fue el único error que cometió.

## Reparto
- Benedict Cumberbatch - Julian Assange
- Daniel Brühl - Daniel Domscheit-Berg
- Laura Linney - Sarah Shaw
- Stanley Tucci - James Boswell
- Anthony Mackie - Sam Coulson
- David Thewlis - Nick Davies
- Peter Capaldi - Alan Rusbridger
- Anatole Taubman - Holger Stark
- Dan Stevens - Ian Katz
- Alicia Vikander - Anke Domscheit-Berg
- Carice van Houten - Birgitta Jónsdóttir
- Moritz Bleibtreu - Marcus
- Hera Hilmar - Personal de WikiLeaks
- Jamie Blackley - Ziggy
- Philip Bretherton - Bill Keller

## Producción
Se informó en marzo de 2011 que DreamWorks de Steven Spielberg adquirió los derechos del libro de Daniel Domscheit-Berg  "Inside WikiLeaks: my time with Julian Assange at the world's most dangerous website" (Dentro de WikiLeaks: Mi tiempo con Julian Assange y la web más peligrosa del mundo). Spielberg se apresuró a aclarar que él no está involucrado de alguna manera en la adaptación a pesar de que su compañía DreamWorks producirá la película. En julio de 2012, surgieron informes de que Jeremy Renner estaba muy interesado en interpretar a Julian Assange y Bill Condon estaba en negociaciones para dirigir. También se anunció que Josh Singer escribió el guion. Más tarde ese año, Deadline Hollywood le dio la noticia de que Jeremy Renner estaba fuera de la carrera y el estudio buscaba arduamente a Benedict Cumberbatch para interpretar a Assange en su lugar. Joel Kinnaman también se unió en algún momento, pero los informes se han demostrado ser prematuro. La confirmación de Cumberbatch como el protagonista y Condon como director también trajo la noticia de que James McAvoy estaba en conversaciones para interpretar a Daniel Domscheit - Berg. McAvoy más tarde se retiró debido a problemas de calendario y Daniel Brühl fue finalmente elegido.
El rodaje comenzó el 23 de enero de 2013, con Michael Sugar and Steve Golin de Anonymous Content como productores. Durante el Festival de Cine de Sundance, un comunicado de prensa salió a la superficie que la película será coproducida por Participant Media, que también colaboraron con las películas nominadas al Oscar DreamWorks como The Help y Lincoln y será lanzado el 11 de octubre de 2013.
Fue reportada por primera vez en diciembre de 2012, que el título de la película será el hombre que vendió el mundo, pero con el comunicado de prensa oficial, se confirmó que el título de la película es en realidad el Fifth Estate.
Condon director de la película dijo: "Pueden pasar décadas antes de que entendamos el impacto de WikiLeaks y cómo está revolucionando la difusión de la información. Así que esta película no se cobrará ninguna autoridad largo juicio en su tema, ni trato de sentencia definitiva. Queremos explorar las complejidades y los retos de la transparencia en la era de la información y esperamos animar y enriquecer las conversaciones que WikiLeaks ha provocado".
Antes de comenzar el rodaje, el mismo Julian Assange le pidió al actor que iba a interpretarlo, Benedict Cumberbatch, que no sea parte del proyecto, la decisión del actor se mantuvo en pie y continuó con el rodaje.

## Recepción

### Recaudación
En la semana del estreno, el film arrancó en octavo lugar con una recaudación de 1.7 millones de dólares, uno de los estrenos con más baja recaudación para DreamWorks, y uno de los peores estrenos del 2013 ya que fue estrenada en 1.769 salas en Estados Unidos.